# Lijst van voetbalinterlands Bosnië en Herzegovina - Spanje
Deze lijst van voetbalinterlands is een overzicht van alle officiële voetbalwedstrijden tussen de nationale teams van Bosnië en Herzegovina en Spanje. De landen speelden tot op heden acht keer tegen elkaar. De eerste ontmoeting, een kwalificatiewedstrijd voor het Wereldkampioenschap voetbal 2002, werd gespeeld in Sarajevo op 2 september 2000. Het laatste duel, een vriendschappelijke wedstrijd, vond plaats op 18 november 2018 in Las Palmas de Gran Canaria.

## Wedstrijden
| № | Plaats       | Datum            | Competitie           | Wedstrijd                      | Uitslag |
| - | ------------ | ---------------- | -------------------- | ------------------------------ | ------- |
| 1 | Sarajevo     | 2 september 2000 | WK 2002 kwalificatie | Bosnië en Herzegovina – Spanje | 1 – 2   |
| 2 | Oviedo       | 2 juni 2001      | WK 2002 kwalificatie | Spanje – Bosnië en Herzegovina | 4 – 1   |
| 3 | Zenica       | 8 september 2004 | WK 2006 kwalificatie | Bosnië en Herzegovina – Spanje | 1 – 1   |
| 4 | Valencia     | 8 juni 2005      | WK 2006 kwalificatie | Spanje – Bosnië en Herzegovina | 1 – 1   |
| 5 | Murcia       | 6 september 2008 | WK 2010 kwalificatie | Spanje – Bosnië en Herzegovina | 1 – 0   |
| 6 | Zenica       | 14 oktober 2009  | WK 2010 kwalificatie | Bosnië en Herzegovina – Spanje | 2 – 5   |
| 7 | Sankt Gallen | 29 mei 2016      | Vriendschappelijk    | Bosnië en Herzegovina – Spanje | 1 – 3   |
| 8 | Las Palmas   | 18 november 2018 | Vriendschappelijk    | Spanje – Bosnië en Herzegovina | 1 – 0   |

## Samenvatting
| Competitie        | Totaal gespeeld | Winst Bosnië en Her. | Gelijk | Winst Spanje | Doelsaldo Bosnië en Her. – Spanje |
| ----------------- | --------------- | -------------------- | ------ | ------------ | --------------------------------- |
| WK-kwalificatie   | 6               | 0                    | 2      | 4            | 6 − 14                            |
| Vriendschappelijk | 2               | 0                    | 0      | 2            | 1 − 4                             |
| Totaal            | 8               | 0                    | 2      | 6            | 7 − 18                            |

Wedstrijden bepaald door strafschoppen worden, in lijn met de FIFA, als een gelijkspel gerekend.

## Details

### Eerste ontmoeting
| WK 2002 kwalificatie (Sarajevo, Bosnië en Herzegovina, 2 september 2000): |       |                                         |
| Bosnië en Herzegovina                                                     | 1 – 2 | Spanje                                  |
| Elvir Baljić 41'                                                          | goals | 39' Gérardo Lopez 72' Joseba Etxeberria |
| - Vijftigste interland van Abelardo Fernández (FC Barcelona) voor Spanje. |       |                                         |

### Tweede ontmoeting
| WK 2002 kwalificatie (Oviedo, Spanje, 2 juni 2001):                              |       |                       |
| Spanje                                                                           | 4 – 1 | Bosnië en Herzegovina |
| Fernando Hierro 26' Javi Moreno 76' Raúl González Blanco 89' Diego Tristán 90+1' | goals | 41' Mirsad Bešlija    |
| - Debuut van Diego Tristán (Deportivo La Coruña) voor Spanje.                    |       |                       |

### Derde ontmoeting
| WK 2006 kwalificatie (Zenica, Bosnië en Herzegovina, 8 september 2004): |       |                       |
| Bosnië en Herzegovina                                                   | 1 – 1 | Spanje                |
| Elvir Bolić 75'                                                         | goals | 67' Vicente Rodríguez |

### Vierde ontmoeting
| WK 2006 kwalificatie (Valencia, Spanje, 8 juni 2005):                  |              |                                                    |
| Spanje                                                                 | 1 – 1        | Bosnië en Herzegovina                              |
| Carlos Marchena 90'                                                    | goals        | 38' Zvjezdan Misimović                             |
|                                                                        | rode kaarten | 85', 87' Nedim Halilović 89', 90+5' Mirsad Bešlija |
| - Vijftigste interland van Iker Casillas (Real Madrid CF) voor Spanje. |              |                                                    |

### Vijfde ontmoeting
| WK 2010 kwalificatie (Murcia, Spanje, 6 september 2008):            |       |                       |
| Spanje                                                              | 1 – 0 | Bosnië en Herzegovina |
| David Villa 57'                                                     | goals |                       |
| - David Villa mist namens Spanje een strafschop in de 36ste minuut. |       |                       |

### Zesde ontmoeting
| WK 2010 kwalificatie (Zenica, Bosnië en Herzegovina, 14 oktober 2009): |       |                                                                                              |
| Bosnië en Herzegovina                                                  | 2 – 5 | Spanje                                                                                       |
| Edin Džeko 90' Zvjezdan Misimović 90+2'                                | goals | 13' Gerard Piqué 15' David Jiménez Silva 49' Álvaro Negredo 55' Álvaro Negredo 89' Juan Mata |

### Zevende ontmoeting
| Vriendschappelijk (Sankt Gallen, Zwitserland, 29 mei 2016): |              |                                             |
| Bosnië en Herzegovina | 1 – 3        | Spanje                                      |
| Emir Spahić 29' | goals        | 11' Nolito 18' Nolito 90+4' Pedro Rodríguez |
| 45+1' Emir Spahić | rode kaarten |                                             |
| - Debuut van Samir Memišević (FK Radnik) en Armin Hodžić (GNK Dinamo Zagreb) voor Bosnië en Herzegovina. - Debuut van Sergio Asenjo, Denis Suárez (beiden Villarreal CF), Pablo Fornals (Málaga CF), Héctor Bellerín (Arsenal FC), Diego Llorente (Rayo Vallecano), Mikel Oyarzabal (Real Sociedad), Marco Asensio (Espanyol) en Iñaki Williams (Athletic Bilbao) voor Spanje. |              |                                             |

### Achtste ontmoeting
| Vriendschappelijk (Las Palmas de Gran Canaria, Spanje, 18 november 2018):                                  |       |                       |
| Spanje | 1 – 0 | Bosnië en Herzegovina |
| Brais Méndez 78'                                                                                           | goals |                       |
| - Debuut van Brais Méndez (Celta de Vigo), Pau López (Real Betis) en Mario Hermoso (Espanyol) voor Spanje. |       |                       |

N/FS BiH · A-internationals · Bondscoaches · Statistieken · Bosnisch vrouwenelftal · Bosnië U23 · Bosnië U21 · Bosnië U19 · Bosnië U18 · Bosnië U17 · Bosnië U16
1995 – 1999 ·
2000 – 2009 ·
2010 – 2019 ·
2020 − 2029
WK 2014
1995 · 
1996 · 
1997 · 
1998 · 
1999 · 
2000 · 
2001 · 
2002 · 
2003 · 
2004 · 
2005 · 
2006 · 
2007 · 
2008 · 
2009 · 
2010 · 
2011 · 
2012 · 
2013 · 
2014 · 
2015 · 
2016 · 
2017 · 
2018 ·
2019 ·
2020 ·
2021 ·
2022 ·
2023 ·
2024
Albanië ·
Algerije ·
Andorra ·
Argentinië ·
Armenië ·
Azerbeidzjan ·
Bahrein ·
Bangladesh ·
België ·
Brazilië · 
Bulgarije ·
Chili ·
China ·
Costa Rica ·
Cyprus ·
Denemarken ·
Duitsland ·
Egypte ·
Engeland ·
Estland ·
Faeröer ·
Finland ·
Frankrijk ·
Georgië ·
Ghana ·
Gibraltar ·
Griekenland ·
Hongarije ·
Ierland · 
IJsland ·
Indonesië ·
Iran ·
Israël ·
Italië ·
Ivoorkust ·
Japan ·
Joegoslavië · 
Jordanië ·
Kazachstan ·
Koeweit ·
Kroatië ·
Letland ·
Liechtenstein ·
Litouwen ·
Luxemburg ·
Maleisië ·
Malta ·
Mexico ·
Moldavië ·
Montenegro ·
Nederland ·
Nigeria ·
Noord-Ierland ·
Noord-Macedonië ·
Noorwegen ·
Oekraïne ·
Oezbekistan ·
Oman ·
Oostenrijk ·
Paraguay ·
Polen ·
Portugal ·
Qatar ·
Roemenië ·
San Marino ·
Schotland ·
Senegal ·
Servië en Montenegro ·
Slovenië ·
Slowakije ·
Spanje ·
Tsjechië ·
Tunesië · 
Turkije ·
Verenigde Staten · 
Vietnam ·
Wales ·
Wit-Rusland ·
Zimbabwe ·
Zuid-Korea ·
Zweden ·
Zwitserland
Argentinië (2014) ·
Iran (2014) ·
Nigeria (2014)
RFEF · A-internationals · Selecties · Bondscoaches · Spaans vrouwenelftal · Olympisch elftal · Spanje U21 · Spanje U20 · Spanje U19 · Spanje U18 · Spanje U17 · Spanje U16 · Vrouwen U17
1920 – 1929 ·
1930 – 1939 ·
1940 – 1949 ·
1950 – 1959 ·
1960 – 1969 ·
1970 – 1979 ·
1980 – 1989 ·
1990 – 1999 ·
2000 – 2009 ·
2010 – 2019 ·
2020 − 2029
EK's: 1964 · 
1980 · 
1984 · 
1988 · 
1996 · 
2000 · 
2004 · 
2008 · 
2012 · 
2016 · 
2020 · 
2024
WK's: 1934 · 
1950 · 
1962 · 
1966 · 
1978 · 
1982 · 
1986 · 
1990 · 
1994 · 
1998 · 
2002 · 
2006 · 
2010 · 
2014 · 
2018 · 
2022
OS: 1920 ·
1924 · 
1928 · 
1968 · 
1976 · 
1980 · 
1992 · 
1996 · 
2000 · 
2012 ·
2020
1920 · 
1921 · 
1922 · 
1923 · 
1924 · 
1925 · 
1926 · 
1927 · 
1928 · 
1929 · 
1930 · 
1931 · 
1932 · 
1933 · 
1934 · 
1935 · 
1936 · 
1937 · 1939 · 1940 · 
1941 · 
1942 · 
1943 · 1944 · 
1945 · 
1946 · 
1947 · 
1948 · 
1949 · 
1950 · 
1952 · 
1952 · 
1953 · 
1954 · 
1955 · 
1956 · 
1957 · 
1958 · 
1959 · 
1960 · 
1961 · 
1962 · 
1963 · 
1964 · 
1965 · 
1966 · 
1967 · 
1968 · 
1969 · 
1970 · 
1971 · 
1972 · 
1973 · 
1974 · 
1975 · 
1976 · 
1977 · 
1978 · 
1979 · 
1980 · 
1981 · 
1982 · 
1983 · 
1984 · 
1985 · 
1986 · 
1987 · 
1988 · 
1989 · 
1990 · 
1991 · 
1992 · 
1993 · 
1994 · 
1995 · 
1996 · 
1997 · 
1998 · 
1999 · 
2000 · 
2001 · 
2002 · 
2003 · 
2004 · 
2005 · 
2006 · 
2007 · 
2008 · 
2009 · 
2010 · 
2011 · 
2012 · 
2013 ·
2014 ·
2015 ·
2016 ·
2017 ·
2018 ·
2019 ·
2020 ·
2021 ·
2022
Albanië ·
Algerije ·
Andorra ·
Argentinië ·
Armenië ·
Australië ·
Azerbeidzjan ·
België ·
Bolivia ·
Bosnië en Herzegovina ·
Brazilië ·
Bulgarije ·
Canada ·
Chili ·
China ·
Colombia ·
Costa Rica ·
Cyprus ·
DDR ·
Denemarken ·
Duitsland ·
Ecuador ·
Egypte ·
El Salvador ·
Engeland ·
Estland ·
Equatoriaal-Guinea · 
Faeröer ·
Finland ·
Frankrijk ·
GOS ·
Georgië ·
Griekenland ·
Haïti ·
Honduras ·
Hongarije ·
Ierland ·
IJsland ·
Irak ·
Iran ·
Israël ·
Italië ·
Ivoorkust ·
Japan ·
Joegoslavië ·
Jordanië ·
Kosovo ·
Kroatië ·
Letland ·
Liechtenstein ·
Litouwen ·
Luxemburg ·
Malta ·
Marokko ·
Mexico ·
Nederland ·
Nieuw-Zeeland ·
Nigeria ·
Noord-Ierland ·
Noord-Macedonië ·
Noorwegen ·
Oekraïne ·
Oostenrijk ·
Panama ·
Paraguay ·
Peru ·
Polen ·
Portugal ·
Puerto Rico ·
Roemenië ·
Rusland ·
San Marino ·
Saoedi-Arabië ·
Schotland ·
Servië ·
Servië en Montenegro ·
Slovenië ·
Slowakije ·
Sovjet-Unie ·
Tahiti ·
Tsjechië ·
Tsjecho-Slowakije ·
Tunesië ·
Turkije ·
Uruguay ·
Venezuela ·
Verenigde Staten ·
Wales ·
Wit-Rusland ·
Zuid-Afrika ·
Zuid-Korea ·
Zweden ·
Zwitserland
Australië (2014) ·
Brazilië (2013) ·
Chili (2010) ·
Chili (2014) ·
Costa Rica (2022) ·
Duitsland (2008) ·
Duitsland (2022) ·
Engeland (1982) ·
Engeland (2024) ·
Frankrijk (1984) ·
Frankrijk (2006) ·
Frankrijk (2012) ·
Frankrijk (2021) ·
Griekenland (2008) ·
Honduras (2010) ·
Ierland (2012) ·
Iran (2018) ·
Italië (2008) ·
Italië (2012, 1) ·
Italië (2012, 2) ·
Italië (2016) ·
Italië (2021) ·
Japan (2022) ·
Kroatië (2012) ·
Kroatië (2021) ·
Marokko (2018) ·
Marokko (2022) ·
Nederland (2010) ·
Nederland (2014) ·
Oekraïne (2006) ·
Paraguay (2002) ·
Polen (2021) ·
Portugal (2012) ·
Portugal (2018) ·
Rusland (2008, 1) ·
Rusland (2008, 2) ·
Rusland (2018) ·
Saoedi-Arabië (2006) ·
Slovenië (2002) ·
Slowakije (2021) ·
Sovjet-Unie (1964) ·
Tsjechië (2016) ·
Tunesië (2006) ·
Turkije (2016) ·
West-Duitsland (1982) ·
Zuid-Afrika (2002) ·
Zweden (2008) ·
Zweden (2021) ·
Zwitserland (2010) ·
Zwitserland (2021)